# Чжан Цзюнь
Чжан Цзюнь (спрощ.: 张军; кит. трад.: 張軍; піньїнь: Zhāng Jūn; нар. 26 листопада 1977, місто Сучжоу, провінція Цзянсу, КНР) — китайський бадмінтоніст. Дворазовий олімпійський чемпіон та чемпіон світу.

## Біографія
На Олімпійських іграх, він виграв дві золоті медалі в міксті в 2000 та 2004 роках, обидва рази його партнеркою була Гао Лін.
Чжан Цзюнь також став чемпіоном світу, вигравши змішаний розряд в 2001 році з Гао Лін. Крім того, разом з нею він здобув срібну медаль на чемпіонаті світу 2003 року.
6-разовий переможець турнірів Гран-Прі 2000-2004 в змішаному парному розряді. Переможець турнірів Гран-Прі 2000, 2001 у чоловічому парному розряді.
Виступав за спортклуб «Цзянсу».